# Ligne de Fontoy à Audun-le-Tiche
La ligne de Fontoy à Audun-le-Tiche est une ancienne ligne de chemin de fer à une voie unique, longue d'une vingtaine de kilomètres, reliant la gare SNCF de Fontoy à la gare d'Audun-le-Tiche, actuellement uniquement desservie par les CFL.
Elle constitue la ligne 195 000 du réseau ferré national.

## Histoire

### Chronologie
- Le 1er novembre 1899, ouverture de la ligne entre Fontoy et Aumetz.
- Le 1er décembre 1901, ouverture de la ligne entre Aumetz et Audun-le-Tiche-Mont.
- Le 11 mars 1904, ouverture du raccordement entre Audun-le-Tiche-Mont et Audun-le-Tiche.
- Le 5 mai 1948, suppression du service voyageurs.
- Le 11 mai 1962, électrification en 25 kV.
- En 1999, dépose des caténaires.

### L'apogée du trafic fret et le déclin
La ligne, dont le trafic voyageurs a cessé au sortir de la Seconde Guerre mondiale, a pourtant vécu une intense et féconde activité de fret, notamment grâce à la sidérurgie et aux mines de fer. En effet, de lourds convois de marchandises, de plusieurs milliers de tonnes, transitaient sur cette voie jusqu'au début des années 1990. Le déclin de l'industrie du fer en Lorraine et la fermeture des mines a tout simplement rendu cette ligne obsolète et sans grand intérêt.

## La ligne aujourd'hui

### Tracé et équipement
La ligne se sépare de la « transversale Nord-Est » de Valenciennes à Thionville au droit de Fontoy ; elle contourne Boulange par le nord, puis Tressange par l'ouest, franchit Aumetz, en passant au cœur des habitations (ce qui n'était pas totalement le cas il y a encore quelques années...). Elle s'engage ensuite vers Hirps, franchit un cours d'eau encaissé sur un pont métallique de 89 mètres, surplombe Audun par l'est, avant de se raccorder en gare d'Audun-le-Tiche à la ligne venue du Luxembourg.
Ce raccordement a la particularité d'effectuer une boucle complète pour rattraper l'importante différence de niveau, près de 100 mètres entre Aumetz et Audun-le-Tiche, située dans la vallée de l'Alzette. Cette boucle comporte un viaduc métallique de 360 mètres de long et 30 mètres de haut.
Elle se prolonge ensuite par la ligne, transfrontalière, d'Esch-sur-Alzette à Audun-le-Tiche, en suivant la vallée du petit cours d'eau qui a donné son nom à Esch-sur-Alzette.

### État de la ligne
L'état actuel de la ligne ne permettrait pas de circulations ferroviaires aujourd'hui.
La ligne compte plusieurs passages à niveau, qui n'ont, par le passé, jamais posé de véritables problèmes de sécurité. 
Pourtant, en 2007, une décision du tribunal administratif de Strasbourg est venue interrompre le démantèlement final de la voie, laissant ainsi aux partisans et opposants à la réouverture, l'espoir de réflexions communes.
La construction d'un contournement routier interrompt la plate-forme de la ligne au niveau du franchissement de l'Alzette.

## Avenir de la ligne
La thématique des transports en commun en général, et du ferroviaire en particulier, fait de nouveau les beaux jours de l'actualité depuis la prise de conscience progressive qu'une alternative majeure et durable à la route devait se faire jour (problématique environnementale et économique).
L'idée d'un trafic voyageurs est alors devenue d'actualité, l'intérêt ne cessant de croître, bien que les pouvoirs publics (dont les municipalités traversées par la ligne en grande partie) refusent toute idée de réouverture ou d'aménagement de la ligne. De l'autre côté, les partisans de la réouverture s'organisent en association, pour faire contrepoids.
Mais la réouverture nécessite le réaménagement total des infrastructures, qui, bien qu'ayant existé jusqu'à fin des années 1990, se sont vues démantelées.

### Contre la réouverture
Pour les opposants, la ligne n'est plus aux normes (ce qui est partiellement vrai) et ne pourrait supporter de lourds convois, du fait, entre autres, du risque d'affaissement minier et d'une courbure prononcée du tracé par endroits. Cela dit, des convois de fret de plus de 2 000 tonnes ont circulé sur cette ligne pendant des décennies sans le moindre souci.

### Pour la réouverture
Pour les partisans, la réouverture constitue enfin une alternative à la route en Pays-Haut. Cette région s'avère en effet particulièrement mal desservie par les transports en commun (liaisons avec le Luxembourg rarissimes, avec Thionville trop irrégulières et cadencement inadapté vers Hayange, sans parler de Metz, situé à 1h30 de car...). 
Le projet de réouverture, s'il est mené à bien et voit le jour, pourrait ouvrir plusieurs perspectives de transports de voyageurs :
- création d'un axe desservi par la SNCF (ou les CFL) entièrement nouveau entre Fontoy et le Luxembourg, desservant par ailleurs Aumetz et Audun-le-Tiche (quoique cette dernière est déjà desservie par les CFL) ;
- prolongement possible de cet axe vers Hayange et Thionville et ainsi permettre la création d'une liaison nouvelle sur infrastructures existantes entre Thionville et Fontoy d'une part, et le prolongement en question, de Fontoy à Esch-sur-Alzette d'autre part. On peut alors imaginer une seconde liaison Thionville-Luxembourg, évitant l'axe déjà surchargé Thionville-Luxembourg via Bettembourg CFL. La vallée de la Fensch se verrait alors entièrement reliée au Luxembourg tout proche ;
- création d'un nouvel axe Nord-Sud, Ouest-Est, reliant Esch-sur-Alzette à Metz, via Hayange, en ligne directe ou avec correspondance à Uckange, avec les trains de la ligne Nancy-Metz-Luxembourg ;
- création possible, mais beaucoup plus aléatoire, d'un axe Luxembourg à Audun-le-Roman, via Fontoy.

Le flux probable de passagers qui emprunterait cette ligne reste cependant difficile à évaluer : tout au plus peut-on dire que le bassin desservi (de Thionville à Esch-sur-Alzette) avoisine les 150 000 habitants. Inutile de préciser que des dessertes ferroviaires existent dans des bassins à la population bien plus faible que cette dernière...
Dans sa version optimale, la ligne de Fontoy à Audun pourrait donc être desservie par des trains reliant Esch-sur-Alzette à Thionville, via les gares d'Aumetz, Fontoy, Knutange et Hayange, certains étant prolongés à Metz et desservant Hagondange, Maizières-lès-Metz, Woippy et Metz-Nord.